# Supercoppa italiana 2019 (pallavolo femminile)
La Supercoppa italiana 2019 si è svolta il 16 novembre 2019: al torneo hanno partecipato due squadre di club italiane e la vittoria finale è andata per la terza volta, la seconda consecutiva, all'Imoco.

## Regolamento
Le squadre hanno disputato una gara unica.

## Squadre partecipanti
| Squadra | Qualificazione                  | Ultima partecipazione    |
| ------- | ------------------------------- | ------------------------ |
| Imoco   | Vincitrice Serie A1 2018-19     | Supercoppa italiana 2018 |
| AGIL    | Vincitrice Coppa Italia 2018-19 | Supercoppa italiana 2018 |

## Torneo
| 16 novembre 2019 PalaLido, Milano Durata: 1h:15 - Spettatori: 4 807 | AGIL | 0 - 3 | Imoco | 20-25, 17-25, 21-25 |